# ريتشارد فورتي
ريتشارد فورتي (بالإنجليزية: Richard Fortey)‏ عالم الأحياء القديمة وكاتب إنجليزي، وُلد في لندن عام 1946. حائز على جائزة جمعية لندن الملكية لتحسين المعرفة الطبيعية.

## روابط خارجية
- ريتشارد فورتي على موقع IMDb (الإنجليزية)
- ريتشارد فورتي على موقع ميوزك برينز (الإنجليزية)
- ريتشارد فورتي على موقع إن إن دي بي (الإنجليزية)
- ريتشارد فورتي على موقع قاعدة بيانات الفيلم (الإنجليزية)